# Trypeticus merkli
Trypeticus merkli är en skalbaggsart som beskrevs av Kanaar 2003. Trypeticus merkli ingår i släktet Trypeticus och familjen stumpbaggar. Inga underarter finns listade i Catalogue of Life.